# Sauvagesinella becki
Sauvagesinella becki är en skalbaggsart som beskrevs av Renaud Maurice Adrien Paulian 1934. Sauvagesinella becki ingår i släktet Sauvagesinella och familjen bladhorningar. Inga underarter finns listade i Catalogue of Life.